# 幪面超人電王
《假面騎士電王》（原題：仮面ライダー電王），是日本東映公司在2007年推出的《假面騎士系列》的第8部平成系列特攝作品。於2007年（平成19年）1月28日至2008年（平成20年）1月20日每週日早上08:00-08:30在朝日電視台播出，共49集。
台灣於2009年10月9日至2010年9月10日每週五晚上21:30-22:00由卡通頻道首播國語配音版。
香港於2009年11月14日至2010年11月6日每週六早上11:30-11:55由無綫翡翠台首播粵語配音版，設有提供中文字幕。

## 本作特色
- 本作是首次以時間旅行、列車爲賣點的《假面騎士系列》作品，亦有大量喜剧情节。
- 本作在日本推出時，以史上最弱的假面騎士作宣傳，十分標新立異。
- 本作在日本播映時，平均收視率為當時歷代假面騎士最低，然而在播出期間卻在玩具、DVD等週邊銷售上取得意料之外的成功，累積的強固人氣更製作了多部劇場版（自2001年的《假面騎士顎門》起至本作之前，每部假面騎士作品均只有一部劇場版），於2008年4月12日上映與《假面騎士KIVA》联动的《假面騎士電王&KIVA CLIMAX刑事》，於2008年10月4日上映第三部電影《劇場版 再見，假面騎士電王 Final Countdown》，於2009年5月1日上映《超·假面騎士電王&DECADE 新世代 鬼島的戰艦》，再分別於2010年5月22日，6月5日和6月19日上映《假面骑士x假面骑士x假面骑士 THE MOVIE 超·電王三部曲》，其後再於2011年4月1日上映40周年紀念劇場版《OOO·電王·All Riders Let's Go 假面騎士》。
- 本作是首個怪人殺害人類角色，但可以透過修復時空使其復活的假面騎士作品。
- 本作在市場上的成功，普遍歸功於主編劇小林靖子、著名聲優關俊彥、鈴村健一等[1]。
- 本作開創了同一假面騎士存在複數意識的設定，而此設定亦對後來的系列作有所影響，例如《假面騎士W》。
- 本作的主角演員佐藤健是首位於平成時代出生的主角假面騎士演員，亦是首位在作品初期未滿18歲的主角假面騎士演員，因為其一人分飾多角的演技而備受矚目，亦由本劇起漸漸成為日本當紅的一線演員。
- 本作為《平成假面騎士系列》繼《假面騎士顎門》、《假面騎士劍》及《假面騎士響鬼》之後第四部亦是最後一部有兩首片頭曲的電視特攝作品。

## 故事概要
故事由一個倒楣到家的少年野上良太郎（佐藤健飾）開始，在良太郎倒楣的日常下，因為意外被不良少年們纏上鬥毆，也因此無意間撿到了羽奈（白鳥百合子飾）所遺失的騎士護照，本想送去警察局的路途上，卻被異魔神悄悄附身。在送達的過程中打開了通往電列車的門，遇上了列車小姐奈緒美。在羽奈搭乘電列車找到良太郎並告訴他希望能將東西還給她的同時，倒楣的良太郎卻因為驚嚇而逃跑，此時羽奈發現良太郎身上的異狀，就在良太郎逃跑時又被之前的不良少年纏上，在危機時刻，附身在良太郎身上的異魔神解救了良太郎。之後羽奈告訴良太郎關於特異點以及電王的事情，良太郎與眾異魔神共同戰鬥、搞笑、悲傷的故事就從一句"老子，登場"展開。

## 用語
異魔神(Imagin)
時間旅行者(未來人)，能夠改變歷史而影響他們本身的世界。但不以實體的方式而是精神回到過去，類似的時間旋行方式，首見於英國電視劇迴轉幹探(Life on mars)。他們必須找一個人定下契約，當(他們認為)完成契約後，就可以飛到與契約有關的時間，此前若契約人死亡或忘記了他們的存在，他們就會消失。
特異點 (Singularity Point)
特異點指某些能不受歷史改變所影響的人類。即使異魔人完全破壞他們所存在的時空，他們也依然不會受影響而改變記憶或消失(例如異魔人在A出生之前殺死了A的父母，或破壞了A出生之前的時間，A也依然存在，但是A會成為時空流浪者)。良太郎、羽奈、凱及Den-liner的車長均為特異點。之後證實火野映司及Ankh（假面騎士OOO）和常盤莊吾（假面騎士ZI-O）也是特異點。特異點的另一項能力就是可以讓多於一個異魔人附身，並保留其意識，此時意識和身體主導權會被異魔人掌控，但若特異點的力量夠強也可以與意魔人的意識並存。
記憶
經由異魔人所破壞的時間，所以的事物都可以用人的記憶恢復，所以異魔人在過去怎麼大亂，依舊可以恢復舊貌。但是一旦有人在記憶中被遺忘，那麼那一個人就無法利用記憶恢復，所以侑斗所使用的變身方式，最後有可能讓他在這世界上消失。不過消失的人會搭上時間列車，直到有人想起他這人為止，這段期間都會在列車上等待。
武器組件
本作假面騎士的武器組件，依假面騎士的不同，組件的也形式也不太一樣，將其組合能因應各變身模式而變成變身者的慣用武器。
假面騎士電王(Masked Rider Den-O)
電王腰帶
電王的變身腰帶。
變身前將騎士護照掃過腰帶上的電王腰帶後便能變身成假面騎士電王。
使用必殺技時需將騎士護照掃過電王腰帶後，護照確認器會發出完全充填(Full Charge)的語音，之後能量電流會自電王腰帶流經武器，即可使用必殺技。
騎士護照(Rider Pass)
良太郎變身為電王的必需品。使用法為在電王腰帶上掃過。
電切裂者(DenGasher)
共有四件組件，可組成不同的武器供電王不同的變身模式使用。
電車車票
登上電車及穿梭時空的必須品，將空白車票放在立約人額前可顯示出意魔人即將前往的時空，同時，車票也是武器組件的能量來源，已知龍太洛斯有一張無期限的車票。使用法為將車票嵌入護照。
攜帶洛斯
良太郎經對意魔人他們的友情而出現的行動電話，可變身成許多電王腰帶上模式面板以外的其它模式。
電之鳥(Den-Bird)
電王的機車，平時在ゴウカ的一號車箱裡，將騎士護照放入名為列車驅動器(Liner Driver)的護照插座後，便能控制電王所有電車。
- 全長：213cm
- 寬度：79cm
- 高度：118cm
- 通常時速：360km
- 最高時速：1010km
- 高速行走時高度：1390cm
- 車牌號碼：92-99

重回轉劍
Liner Form 武器，可使用桃、浦、金、龍太洛斯其中一人的力量以戰鬥。
假面騎士零神(Masked Rider Zeronos)
零神腰帶(Zeronos Belt)
零神的變身腰帶。
變身時將零神卡嵌入零神腰帶上的零神驅動器便能變身成假面騎士零神。
使用必殺技時先按下零神驅動器上的完全充填(Full Charge)鈕，取出零神卡後將零神卡嵌入武器內的卡槽，即可使用必殺技。
零神卡(Zeronos Card)
零神所持有的變身卡，為燃燒人們對於變身者的記憶而形成。零神卡又分為燃燒人們過去對於變身者記憶的變身卡，以及燃燒人們現在對於變身者記憶的變身卡。使用零神卡過度會造成變身者的消失，但只要創造燃燒現在對於變身者記憶的變身卡，即可避免變身者消失的情況發生，只要使用零神系統的必殺技後，抽出零神卡，零神卡即會自動消失（普通人對變身者的記憶也是）。
燃燒人們過去對於變身者記憶的零神卡
即櫻井委託天津四交給侑斗的變身卡。
此類零神卡分為兩面，一面為綠，代表牛郎星模式；一面為黃，代表織女星模式。
使用零神卡戰鬥後，零神卡便會消失。同時普通人們過去對於侑斗的記憶也會逐漸消失，故一張零神卡只能使用兩次，為節省使用，加上零神卡數量有限，因此每次侑斗變身時通常也會讓天津四上陣。
燃燒人們現在對於變身者記憶的零神卡
即侑斗過度使用零神卡後，為使自己不要消失，因此選擇燃燒現在的記憶，形成的新紅面零神卡。
此類零神卡與上述同，分為兩面，一面為綠，代表牛郎星模式；一面為紅，代表零模式。
使用零神卡戰鬥後，零神卡便會消失，同時普通人們現在對於侑斗的記憶也會快速消失，此類零神卡皆為侑斗進行變身，而天津四則轉為零模式的武器。

## 異魔神（Imagin）

### 帮助人类方

#### 電王
桃太洛斯（モモタロス）(聲優:關俊彥/皮套演員:高岩成二)
- 名字源於日本童話角色桃太郎。
- 假面騎士電王 Sword Form的變身者。
- 第一隻附身及現身於良太郎面前的異魔神。
- 身體為紅色。
- 性格暴躁，喜歡跟人打架。
- 原型為赤鬼。
- 武器是一把紅色的劍，Momotarosword (モモタロスォード)。
- 自稱詞為「俺(日文讀音為ore)」。
- 口頭禪：「老子，參上！』(俺，參上)」及「我從開始到最後都是Climax狀態！(俺は最初から最後までクライマックスだぜ)」。

其它特徵:
- 對除了打敗異魔神的使命之外的事沒有任何興趣，以「很強很帥的作戰」作為自信。
- 急性子且非常好戰卻不易讓人憎惡。
- 本身算是戰鬥專家，精通各種武器的使用法。
- 數數字時經常會跳過4。
- 喜歡吃甜食，尤其是布丁。
- 吃下芥末後性格會變得紳士，並且會在對話中說英文。
- 害怕狗，並不敢與其接近。
- 常常聽錯別人講的話，也因此總是沒辦法叫對一些異魔人的名字。
- 嘴巴上總是掛著一些毒舌話語，但實際上是很重視同伴的傲嬌。
- 對小孩子很好
- 吃了辣椒，就會睡覺。
- 在本編之外常做出打破第四道牆的發言（而且都是針對齊格），如在HERO SAGA電王編中吐槽「這次篇幅已經很短了，你加入的話我們登場的地方不就又要變少了？」
- 經常受到一些奇怪的傷，例如脖子脫臼，閃到腰，骨折…
- 隨身的小道具是網子
- 附身New Den-O變身後會轉換成劍
- 桃太洛斯交給良太郎的紀念品中，他的代表物是丁字褲。

浦太洛斯（ウラタロス）(聲優:遊佐浩二/皮套演員:永德)
- 名字源於日本童話角色浦島太郎。
- 假面騎士電王Rod Form的變身者
- 第二隻現身於良太郎面前的異魔神，與龍太洛斯同時附身於良太郎身上。
- 身體為藍色。
- 喜歡向女孩搭訕。
- 原型為海龜。
- 武器是兩端都設置成了六角狀的杖，Uratarod (ウラタロッド)，造型類似船槳。
- 自稱詞為「僕（日文讀音為boku）」。
- 口頭禪：「你想要上我的鉤嗎？(僕に釣られてみる)」。
- 桃太洛斯稱他作「色龜」、「烏龜」、「龜公」（香港版爲「海龜」）。

其它特徵:
- 性格沉著冷靜，腦筋轉彎也很快，喜歡和女孩子搭訕還有著騙子般的性格。
- 因和桃太洛斯的關係而稱其「前輩」。
- 最初常和桃太洛斯起衝突，不過隨著劇情的發展而逐漸緩和了。
- 不管做什麼事都會毫無漏洞地處理。
- 擅長鋼琴與花道。
- 在不適合釣魚的地方(如髒亂的環境)戰意就會下降。
- 經常使用魚或釣魚的比喻。
- 隨身的小道具是漁網
- 附身New Den-O變身後會轉換成釣竿，需要在開闊地區才能發揮戰力
- 浦太洛斯送給良太郎的紀念品中，他的代表物是龜苓膏

金太洛斯（キンタロス）(聲優:寺杣昌紀/皮套演員:岡元次郎)
- 名字源於日本童話角色金太郎。
- 假面騎士電王 Ax Form的變身者。
- 第三隻現身於良太郎的異魔神，繼浦太洛斯之後附身，是第四隻附身於良太郎身上的異魔神，原本附身於本条勝，之後附身於良太郎身上。
- 身體為黃色。
- 喜歡睡覺。
- 原型為熊
- 武器是一把金色的斧，Kintaros Axe (キンタロスアックス)。
- 自稱詞為「俺」。
- 口頭禪：「俺的強大讓你落淚了！(俺の強さにお前が泣いた)」及「為在下的強大哭泣吧！(俺の強さは泣けるで)」及「用這個來擦眼淚吧！(淚はこれで拭いとき)」。
- 桃太洛斯稱他作「大熊」、「臭熊」、「熊公」（香港版爲「熊人」）。
- 稱呼桃太洛斯「桃子/桃字頭的（モモの字）」

其它特徵:
- 好管閒事，使用關西腔說話。
- 經常利用良太郎的身體來進行特訓。
- 認為完成立約者的願望要比打倒異魔神的事情重要，因此差點被車長趕下電列車
- 吃下芥末後性格會變得紳士，並且會說英文。
- 常常在電列車的餐車中打瞌睡，且怎麼也叫不醒，但如果聽到類似「哭(泣く)」的字眼(包括同音和近音)便會立刻起身，附身到良太郎身上。
- 重視情義，認為自己欠了良太郎一條命（因為良太郎讓重傷差點消失的他附身在自己身上而得以存活），往往在危急時率先伸出援手
- 隨身的小道具是畚箕
- 附身New Den-O變身後會轉換成巨斧，但因為太重無法揮動而缺乏實戰價值
- 曾為了替被大量敵人包圍的良太郎斷後而強行完成契約（想跟大家一起戰鬥到最後）並自願留在過去，當時送給良太郎代表四個異魔神的紀念品中，代表他自己的是金太郎塑像。

龍太洛斯（リュウタロス）(聲優:鈴村健一/皮套演員:小倉敏博)
- 名字源於日本童話角色神龍之子太郎。
- 假面騎士電王 Gun Form的變身者。
- 第四隻現身於良太郎的異魔人，與浦太洛斯同時附身在良太郎身上，本來一直隱藏在其體內，後來因三浦的催眠而現身。
- 身體為紫色。
- 性格像小孩，喜歡小動物和跳街舞，擁有催眠操控他人的能力。
- 原型為龍。
- 武器是一把紫色的槍，Ryuvolver (リュウボルバー)。
- 自稱詞為「僕」。
- 口頭禪：「我可以…嗎？(…するけど、いい)（通常用法如「我可以收拾掉你吧」）」及「但我沒打算聽你回答！(答えは聞いてない)」。

其它特徵:
- 自己有一張來路不明的專屬電列車車票
- 首次現身時自稱為「龍太洛斯」，在此之後，其他人稱他為「龍太」(リュウタ太，香港版爲「龍仔」)。
- 目的本是完成凱所交代的任務(抹殺良太郎並奪取Den-Liner)，但因喜歡上良太郎的姐姐愛理而改變，對愛理的未婚夫侑斗有著強烈的敵意，更為此大打出手。
- 性格像個天真浪漫的小孩子，因而被桃太洛斯稱為「乳臭未乾的小鬼」（香港版爲「o靚仔」）。
- 興趣是跟隨頭上戴著的耳機播放的音樂跳街舞，與用蠟筆在紙上進行塗鴉，而且不讓人們踐踏在紙上。
- 對於其他意魔人都以其名字所代表的動物稱呼，但只有稱呼桃太洛斯時用全名。
- 非常喜歡小動物，因此會對傷害到它們的人感到憤怒，對其他事情都沒有興趣，即使對方不是意魔人也打算將其徹底消除，因此戰鬥時很少召喚龍太洛斯，一般都是自行附身。
- 會把路邊撿到的小狗和小貓帶回電列車上養，一度造成了騷動，有一次還因為「也喜歡鳥」而把齊格和其立約人帶回車上。也是因為這個習慣而引發了齊格的事件。
- 知道自己被凱利用後自我反省，與凱徹底決離，向良太郎謝罪之後與他建立起真正的夥伴之間的信賴關係，同時也稍稍的聽進侑斗所說的話。
- 隨身的小道具是槌子
- 龍太洛斯送給良太郎的紀念品中，他的代表物是自己經常拿在手上玩的泡泡槍

齊格（ジーク）(聲優:三木真一郎/皮套演員:永瀨尚希)
- 名字源於芭蕾舞劇《天鵝湖》中的王子齊格飛Siegfried。
- 假面騎士Den-O Wing Form的變身者。
- 第五隻附身於良太郎（但並沒有將他當作立約人，只是用他的身體來讓行動方便些）的異魔神，之前附身於一個孕婦（齊格稱之為「我的母后」）的身體，而她的願望是希望其孩子平安出生，故齊格一直留在她體內至嬰孩出生，但他卻依附著這個嬰孩，並使得自己的立約人變成這個嬰兒（齊格稱之為「我的兄弟」）。後來嬰兒被人誘拐，為替其母尋回骨肉，便暫時附身於良太郎。
- 與自己附身的嬰兒在不知何去何從的情況下遇見附身在良太郎身上的龍太洛斯，被龍太以「我也喜歡鳥」的理由養進了電列車而與其他人相遇（不過齊格的本意是想要龍太郎協助他找回嬰兒的母親）。
- 在眾異魔人中屬於較特殊的存在（其他的異魔人對於自己回到過去的原因多少都有印象，但他卻忘得一乾二淨），而他附身在嬰兒身上前的記憶十分模糊，所以他也不知道自己是怎麼變成現在的樣子。
- 身體為白色，原型為天鵝，有著可以在一定時間內把其它異魔神縮小的能力（發動能力的口頭禪是「頭抬太高了！謙卑一點！」）。
- 本身的戰鬥能力很強，以空手肉搏的方式戰鬥。可以吹起由羽毛組成的旋風，其羽毛每一根都如飛鏢般銳利。可以飛行，但只有在小說HERO SAGA中使用此能力。
- 口頭禪：「降臨！蓄勢待發！」。
- 對羽奈有好感，稱其為「我的公主」，同時羽奈也是唯一能讓他聽話的人（即使不情願也會因為是羽奈開口而滿足她的要求）
- 附身能力極為強大，劇中解除附身要不是自己離開就是因為身體衰弱，從未因為外力而離開附身對象。當他佔據良太郎身體的期間，包括龍太洛斯和桃太洛斯等原本附身能力較強的意魔人都會被強制排出，而且沒辦法再附身回去，甚至連良太郎自己也幾乎沒辦法把他排除。
- 最後因為嬰孩忘記了他(當契約人忘記對異魔神的記憶就等於契約人死了一樣)，所以他差點消失，後來良太郎把他送到他的前契約人(孕婦)深刻的記憶(時間)裏，才讓他沒有消失。
- 在未附身的光球狀態時，只有他會掉下羽毛。
- 於24集被送到了1997年6月1日，並在那邊一直等待，電影版《俺！誕生！》的開頭電列車是前往2000年，並在那邊遇到等待約3年的齊格，且只有它有辦法在良太郎遺忘異魔神之時附身並變身。
- 除了本編之外，他經常在劇場版等各種場合出場並出手相助，但在『超電王三部曲』中出場時卻什麼都沒做，被桃太洛斯大罵「你到底是出來幹嘛的」
- 行動模式令人難以捉摸及理解，在HERO SAGA電王篇中還曾假扮修卡戰鬥員混進桃太洛斯等人，及假扮成修卡標誌的浮雕來躲過首領的攻擊

#### 零神
天津四（デネブ）(聲優:大塚芳忠/皮套演員:押川善文)
- 名字源於天鵝座α星天津四
- 假面騎士Zeronos Altair/Vega Form的變身者
- 本來附身於成年的櫻井身上，後與其定下契約後，櫻井請天津四將零神卡交給過去的侑斗使其變身戰鬥。
- 原本並沒有幫助櫻井的意思，但是他無法忍受其他意魔人的行為，加上被櫻井的奮戰感化而決定跳槽。
- 原型為鷹（官方另一說法是以侑斗畫出的弁慶的印象為藍本），身體為綠色及黑色，性格善良，擅長料理，手指擁有射擊能力。
- 經常跟隨在侑斗身邊，也因為侑斗一開口經常得罪人，所以也常代替侑斗道歉，更希望侑斗能交到朋友而常發糖果給他人，不過有時卻會遭到侑斗用摔角動作招呼過去。雖然如此，因為天津四堅硬的身體，有時會反倒令侑斗是自己受傷了。
- 不喜歡侑斗的挑食行為，千方百計想讓他吃香菇，但是最後都會被視破而遭到侑斗的處罰。
- 似乎不擅長裁縫，儘管本人經常主動縫製衣服或修補破衣（前者在新年時出現，縫製的衣服被良太郎說比較像是三五七節的衣服。後者則在初登場時出現，想替侑斗補衣服時被嚴詞拒絕。）
- 口頭禪：『話說在前頭，我是非常強大的！』（還有其他不同的後句，例如：『不如快點結束吧!』等等，與Zeronos Vega Form一樣)
- 桃太洛斯稱他作「田雞四（オデブ）（原文意為胖子，另譯作「胖津四」）」

#### 新電王
泰迪（テディ）(聲優:小野大辅)
- 為派遣異魔神，所以是个可以随便和别人定下契约，并时刻帮助他们的異魔神
- 性格为仆人一样，冷静又帮自己的契约者做任何事。
- 非常關心幸太郎，但方式不像天津四那樣笨拙。在幸太郎身邊培養出高強的危機處理能力，所以幸太郎即將發行厄運時他都會早一步察覺並即時應變。
- 曾提及自己還沒有立下契約前是住在終點站，對於車站內的設施非常瞭解。
- 自称词为『私』（日文读音为watashi）
- 身体为蓝色，原型是青鬼
- 可以变成假面骑士NEW电王的武器马池而泰迪，并且FULL CHARGE后，还可以制定倒计时来计算打倒敌人的时间
- 由于是派遣异魔神，《假面骑士X假面骑士X假面骑士 THE MOVIE 超·电王三部曲》EPISODE BLUE里和车长立下契约，一旦契约被毁坏，就会消失
- 最后因为与幸太郎的情感无法忘却，还是去帮助NEW电王打到異魔神而消失，不过由于幸太郎對他抱持強烈的情感（跟良太郎對浦太洛斯他們一樣），所以泰迪不会消失，同时也真正成为NEW电王的异魔神
- 桃太洛斯稱他做「天丼（天丼）」，雖然之後說明是因為他聽錯了泰迪的名字，但是這稱呼一直沒有改正

### 其他
風太洛斯（フータロス）(聲優:滝藤賢一/皮套演員:待確認)
- 名字源於日本戰國時代忍者風魔小太郎。
- 現身於久永當的異魔神。
- 身體為深紅色。
- 希望阻止提德抓走慎吾，不讓假面騎士變成虛無。
- 原型為惡魔。
- 武器是劍型手裏劍。
- 風太洛斯與久永當簽訂契約，將假面騎士帶到現實世界。
- 為了實現這一目標，風太洛斯利用他的力量保護冰室幻德、猿渡一海、萬丈龍我、桐生戰兔和常磐莊吾的記憶不被超級時劫者提德消除。
- 然而這使得風太洛斯妨礙到提德的計劃，導致他被另類騎士攻擊。
- 在提德被歷代騎士擊敗之後，風太洛斯覺得他完成了契約，然後將他的祝福留給了久永兄弟，就離開了，再也沒看到了。

### 敵方
| 名字     | 翻譯                 | 契約者     | 契約內容                   | 完成契約後到的時間 | 出場話數                           | 武器                             | 能力                                                                                 |
| -------- | -------------------- | ---------- | -------------------------- | ------------------ | ---------------------------------- | -------------------------------- | ------------------------------------------------------------------------------------ |
|          | 蝙蝠意魔人           | 哲夫       | 找到鑰匙圈                 | 2004年12月24日     | 1-2                                |                                  | 能於空中飛行                                                                         |
|          | 變色龍意魔人         | 山越佑     | 多到数不清的钱             | 2006年3月15日      | 3-4                                |                                  | 身體能夠變成透明，口能噴出火焰和火球，使用長鞭作武器，附身契約者時能使契約者變出火球 |
|          | 螃蟹意魔人           | 齊藤大輝   | 成為足球隊正選             | 2006年10月15日     | 5-6                                | 剪刀                             | 能於水中活動                                                                         |
|          | 烏鴉意魔人           | 齊藤優美   | 忘记过去的回忆             | 2006年7月24日      | 7-8                                |                                  |                                                                                      |
|          | 犀牛意魔人           | 菊池信司   | 成為真正的空手道第一       | 2006年5月21日      | 9-10                               |                                  |                                                                                      |
|          | 地錦意魔人           | 小林謙作   | 和女兒見面                 | 2006年11月8日      | 11-12 47-49                        |                                  |                                                                                      |
|          | 貓頭鷹意魔人         | 戶山秀二   | 保護公園內的動物           | 1997年2月20日      | 13-14                              | 长剑                             |                                                                                      |
|          | 鯨魚意魔人           | 火口耕作   | 戒酒                       | 2004年3月31日      | 15-16 47-49                        |                                  |                                                                                      |
|          | 狼意魔人             | 澤田由香   | 回到過去的生活             | 2004年4月7日       | 17-18                              | 彎刀                             | 彎刀能放出能量刀                                                                     |
|          | 水母意魔人           | 天野晃平   | 掘出時間囊                 | 2006年3月12日      | 19-20                              |                                  |                                                                                      |
|          | 烏龜意魔人           | 田中       | 教訓部長                   | 2006年11月29日     | 21-22                              |                                  | 能自行分裂出有兔子外型的分裂體                                                       |
|          | 兔子意魔人（分裂體） |            |                            | 2006年11月29日     | 21-22                              |                                  |                                                                                      |
|          | 蠍子意魔人           | 增田明男   | 對鷹山報復                 | 2002年2月22日      | 23-24 47                           |                                  |                                                                                      |
|          | 蜘蛛意魔人（紅眼）   |            |                            |                    | 25                                 | 長劍                             | 手掌能射出蜘蛛絲，口中能射出尖針                                                     |
| 海東大樹 | 蜘蛛意魔人（紅眼）   | 见到良太郎 | 2008年11月22日             | 超電王Yellow       | 同上                               | 同上                             |                                                                                      |
|          | 蜘蛛意魔人（綠眼）   | 青木雅史   | 讓妹妹看見星星             | 2001年11月18日     | 25-26                              | 手掌射出的光彈以及口中射出的尖針 |                                                                                      |
|          | 蜥蜴意魔人           | 加藤浩     | 打劫大型珠店               | 2000年5月8日       | 27                                 | 能自由伸出的舌頭和鐮刀形手杖     | 擁有極強的跳躍力                                                                     |
|          | 水蛭意魔人           | 池祥一     | 取回寶石                   | 2000年5月20日      | 27-28 47-48                        | 長刀                             | 身體能射出綠色的光彈                                                                 |
|          | 黃蜂意魔人           | 町田       | 銷毀屍體                   | 2005年12月5日      | 29 47-49                           | 西洋劍                           | 額頭能發射產生爆炸的針                                                               |
|          | 青鳥意魔人           | 寺崎透     | 让太太看到自己的烟火       | 2002年4月27日      | 30 47-49                           | 劍                               | 能於空中飛行，手掌能發出火球                                                         |
|          | 兔子意魔人           |            | 飛上天空                   | 2004年7月26日      | 31                                 | 小型鐮刀                         | 小型鐮刀能發射能量刀                                                                 |
|          | 螞蟻螽斯意魔人       | 藤代裕也   | 跟野上爱理谈恋爱           |                    | 31-32                              | 分別使用斧頭和鏟子               | 為2隻外型一樣的意魔人，2者各自擁有如螞蟻和螽斯的性格                                 |
|          | 烏賊意魔人           | 鋼琴師     | 讓奧村聽到琴聲             | 2004年1月18日      | 33-34                              | 手槍                             | 左手的觸手鬚能緊纏物件，能化成黑影般作高速移動                                       |
|          | 鼴鼠意魔人           | 山口       | 向空手道場的人報仇         | 2006年11月22日     | 35-36                              |                                  | 能鑽進地底或以高速旋轉作突擊                                                         |
|          | 新鼴鼠意魔人         |            |                            | 2000年6月16日      | 46-49                              |                                  |                                                                                      |
|          | 獅子意魔人           |            | 抹殺龍太洛斯               | 2006年1月19日      | 37-38                              | 鐵鎚以及右手的利爪               |                                                                                      |
|          | 熊貓兔子意魔人       |            | 進入某間公司               | 2006年9月13日      | 39                                 | 長劍                             |                                                                                      |
|          | 蝸牛意魔人（雌）     |            |                            | 1993年3月27日      | 39 46-49                           | 鞭子                             |                                                                                      |
|          | 蝸牛意魔人（雄）     |            |                            | 1999年2月1日       | 39-40 46-49                        | 手槍                             |                                                                                      |
|          | 壁虎意魔人           |            | 對付電王                   | 現在               | 40                                 | 小型鐮刀                         |                                                                                      |
|          | 蠑螈意魔人           |            | 對付電王                   | 現在               | 40                                 | 長刀                             |                                                                                      |
|          | 章魚意魔人           | 葉月翔子   | 跟樱井侑斗（零神）单独相处 | 2006年11月15日     | 41-42 47-49                        |                                  | 能令一部份觸鬚飛進物件中並操控它                                                     |
|          | 犰狳意魔人           | 大崎       | 切斷與白岡組的聯繫         | 2006年6月25日      | 43-44                              |                                  |                                                                                      |
|          | 白獅意魔人           |            | 打倒野上愛理               | 2007年1月10日      | 43-46                              |                                  |                                                                                      |
|          | 雪怪意魔人           | 樱井孝宏   | 把鐘錶賣出去               | 2007年1月10日      | 45                                 | 手杖                             |                                                                                      |
|          | 死神意魔人           |            | 抹殺一切                   | 現在               | 48-49                              | 鐮刀                             |                                                                                      |
|          | 眼鏡蛇意魔人         |            |                            |                    | 老子我，誕生                       | 彎刀                             |                                                                                      |
|          | 蠑螈意魔人           |            |                            |                    | 老子我，誕生                       |                                  |                                                                                      |
|          | 壁虎意魔人           |            |                            |                    | 老子我，誕生                       |                                  |                                                                                      |
|          | 蝾螈意魔人           |            |                            |                    | 老子我，誕生                       |                                  |                                                                                      |
|          | 粉兔意魔人           |            |                            |                    | 電王&Kiva Climax刑事               |                                  |                                                                                      |
|          | 馬意魔人             |            |                            |                    | 電王&Kiva Climax刑事               |                                  |                                                                                      |
|          | 小丑意魔人           |            |                            |                    | 電王&Kiva Climax刑事               |                                  |                                                                                      |
|          | 骷髏意魔人           |            |                            |                    | 再見，假面騎士電王 Final Countdown | 大刀                             |                                                                                      |
|          | 影子意魔人           |            |                            |                    | 再見，假面騎士電王 Final Countdown | 兩刃的鐮                         |                                                                                      |
|          | 幻影意魔人           |            |                            |                    | 再見，假面騎士電王 Final Countdown | S字型的劍                        |                                                                                      |
|          | 豬意魔人             | 菊地宏     | 跟野上爱理谈恋爱           | 2010年1月26日      | 超電王Red                          |                                  | 1人身體同時擁有3體意魔人的意識                                                       |
|          | 螳螂意魔人           | 上原美來   | 回到过去                   | 2010年6月10日      | 超電王Blue                         |                                  |                                                                                      |

## 本作登場假面騎士

### 電王（Den-O）
本作的主角假面騎士。野上良太郎戴上電王腰帶後，將騎士護照刷過電王驅動器(Den-O Driver)後便能變身成假面騎士電王
電王基本變身型態
電王基本型態即是普通模式以及模式面板上的四種型態，變身後腰帶兩側有武器組件，經組裝後能變成劍、杖、斧、槍四種武器，但列車模式使用的重回轉劍是經良太郎召喚出來，無需組裝

#### 變身模式
| 電王基本變身型態             | | | | | |
| 型態名稱                     | 簡介 | 外觀 | 能力 | 必殺技 | 備注 |
| Plat Form 月台形態           | 於第1話登場，劇中的主要形態之一，將電王騎士護照刷過電王驅動器後變身的形態。 身高：180cm 體重：80kg 拳擊力：1t 腳踢力：3t 跳躍力：一跳達10m 行動速度：100m需時10秒 | 以黑色為主。 | 以良太郎為主體，因此力量亦是各形態中最弱。通常是空手，但有時也會使用組劍 | - | 即使在故事後期良太郎稍有變強，力量亦是各形態中最弱 |
| Sword Form 聖劍形態          | 劇中的主要形態，按下電王腰帶模式面板上第一顆紅色按鈕，再將騎士護照刷過電王驅動器後變成的形態。 身高：190cm 體重：87kg 拳擊力：5t 腳踢力：7t 跳躍力：一跳達35m 行動速度：100m需時5.2秒 | 正面為紅色戰甲，背面為戰斧模式的黃色戰甲。電假面為桃子型，變形時從上方分開變成面甲 | 以桃太洛斯為主體，武器為組劍。多以橫衝直撞方式向對手斬擊。 | - 必殺技1 Extreme Slash（極限斬擊） 經完全充填(Full Charge)後，桃太洛斯唸出必殺技次序再給予敵人最後一擊。 Part 1.劍身不飛出，直接上前斬擊 Part 2.劍身飛出，一擊橫劈，然後一擊直劈。 Part 3.劍身飛出，兩擊斜斬，然後一擊直劈。 Part 5.劍身飛出，兩擊橫劈，然後一擊直劈。 特別版.經兩次Full Charge後,首先一擊虛劈,然後一擊地下上劈 Final Version.劍身飛出，經過目標→金太洛斯→目標→浦太洛斯→目標→龍太洛斯→齊格→目標→零神Vega Form→目標→桃太洛斯(此時的顏色變化為紅→金→藍→紫→紫→白→綠→全色)，最後由桃太洛斯上前進行兩次斜斬，最後雙手持劍斜斬並轉 - 必殺技2 DENrider kick 經完全充填(Full Charge)後，桃太洛斯會轉身後抬腳踢向敵人。（此必殺技的動作是對《假面騎士KABUTO》的致敬） 。也有正常的飛踢。 | 因為桃太洛斯數數字時經常會跳過4，必殺技1 Extreme Slash（極限斬擊）並無Part 4。 |
| Rod Form 聖竿形態            | 在第6集首次登場，按下電王腰帶模式面板上第二顆藍色按鈕，再將電王騎士護照刷過電王驅動器後變身的形態。 身高：187cm 體重：102kg 拳擊力：4.5t 腳踢力：9t 跳躍力：一跳達20m 行動速度：100m需時9秒 | 正面為藍色戰甲，背面為重劍模式的紅色戰甲，黃色戰甲分離成兩塊裝備在肩膀上。電假面為海龜型，變形時甲殻部很前腳會翻轉變成面甲和角。                                                           | 以浦太洛斯為主體，武器為組仗。擅長以言語讓敵方分心再出其不意偷襲對方。 | Solid Attack（固形攻擊） 經完全充填(Full Charge)後，浦太洛斯將組杖像魚叉一樣發射並貫穿單一或複數對手後會出現如龜甲般的標記，使敵人無法行動，之後以Den-Rider Kick踹破龜甲給敵人最後一擊，也有站立於地面踢擊的方式。 | |
| Axe Form 聖斧形態            | 在第10集首次登場，按下電王腰帶模式面板上第三顆黃色按鈕，再將電王騎士護照刷過電王驅動器後變身的形態。 身高：185cm 體重：93kg 拳擊力：8t 腳踢力：5t 跳躍力：一跳達30m 行動速度：100m需時7秒 | 正面為黃色戰甲，背面為重劍模式的紅色戰甲。電假面為大斧型，變形時斧刃翻轉成為面甲 | 以金太洛斯為主體，武器為組斧。由於防禦力甚高，通常會先籍自身的防禦力抵擋敵人攻擊，然後再作出強力反擊。                                                                                | Dynamic Chop（動力斬波） 經完全充填(Full Charge)後，金太洛斯將組斧向上拋起，推開敵人後在空中接住組斧向敵人劈斬，被包圍時則變成以自己為圓心作圓圈狀揮斬。 | 登場時會有紙張從天上落下 |
| Gun Form 聖槍形態            | 在第13集首次登場，按下電王腰帶模式面板上第四顆紫色按鈕，再將電王騎士護照刷過電王驅動器後變身的形態。 身高：197cm 體重：98kg 拳擊力：6t 腳踢力：10t 跳躍力：一跳達42m 行動速度：100m需時4秒 | 正面為紫色戰甲，背面為戰斧模式的黃色戰甲。電假面為龍型，變形時龍身會翻轉形成面甲 | 以龍太洛斯為主體，武器為組槍。子彈對敵人傷害奇高，輔以龍太洛斯優良的運動能力，子彈可從各刁鑽角度射出，造成更大傷害。                                                                  | Wild Shot（猛烈射擊） 經完全充填(Full Charge)後，能量波會聚集至組槍槍口，能量波聚集至一定程度後龍太洛斯再加以發射給敵人最後一擊，這時肩部的兩顆球體也會一同發射能量波。 | |
| Wing Form 羽翼形態           | 只於第24、27話及劇場版登場，齊格召喚羽翼腰帶後，被召喚的羽翼腰帶會先旋繞後並戴於腰上。隨後將騎士護照刷過羽翼驅動器後，變身裝置會直接嵌上水色戰甲， 身高：193cm 體重：90kg 拳擊力：4t 腳踢力：8t 跳躍力：一跳達50m 行動速度：100m需3.8秒 | 身體底色從黑色改為金色，正面和背面看似劍王型態，不過胸甲變為白色，背部則是黑與灰。肩甲並非只有半邊，而是完整包覆前後肩，邊緣狀似羽翼。電假面是天鵝型，變型時鳥首收入內部，由翅膀形成面甲。 | 以齊格為主體，武器為短斧及回力標 | Royal Smash（皇族斬擊） 經完全充填(Full Charge)後，將回力標拋出後，將短斧擲向敵人，把短斧從敵人身上拔出後，由回力標從敵人後方給敵人最後一擊。若要一次對付大量敵人則是同時投擲兩樣武器大範圍掃蕩對手。 | 變身時會有羽毛飄落。 嚴格來講，羽翼電王是一個獨立的假面騎士，其原因為使用的腰帶並非電王腰帶，而是羽翼電王腰帶。除此之外，羽翼電王的體色為金色，有別於其餘電王型態的黑色。 |
| 裝備手機其它變身型態電王     | | | | | |
| 型態名稱                     | 簡介 | 外觀 | 能力 | 特殊技 / 必殺技 | 備注 |
| Climax Form 巔峰形態         | 在第28集首次登場，在輸入指令「MOMO、URA、KIN、RYU、Enter（桃、浦、金、龍、確認）」追加裝備手機至電王驅動器中再戴上電王腰帶，將騎士護照刷過裝備手機後變成的形態。 身高：190cm 體重：119kg 拳擊力：8t 腳踢力：10t 跳躍力：一跳達42m 行動速度：100m需時4秒                                                                                        | 全身以紅色為主，身上裝有四個電假面-左方肩膊為代表金太洛斯的黃色，右方肩膊為代表浦太洛斯的藍色，胸前為代表龍太洛斯的紫色，聖劍形態表層的複眼爆開，露出橙紅色內部。                          | 集合桃、浦、金、龍太洛斯力量的形態，以桃太洛斯為主體，電王的其中一個最終型態，武器為劍                                                                                                | - 必殺技(依出現順序)： 1.桃太洛斯-Extreme Slash Climax Version （極限斬擊-高潮版）-如字面意思就是劍王型態必殺技的強化版 2.浦太洛斯-Voice Dozen Kick （音速踢）-電假面在右腳由上而下為龍-金-浦，浦太洛斯的電假面的雙角成為利刃來擊破對手的飛踢 3.金太洛斯-Boisterous Punch （爆裂猛擊）-電假面在左手由上而下為浦-龍-金，金太洛斯的電假面上的角變成利刃來擊破對手的重拳 4.龍太洛斯-Boisterous Shot （爆裂怒吼）龍太洛斯的電假面展開後，隨著龍太洛斯的怒吼發動飛彈的掃射 | 發動必殺技時，代表浦、金、龍太洛斯的組件會經過胸前，類似電車調車轉盤的裝置傳輸到手臂或小腿，此時胸部會露出圓形的調車轉盤組件。另外由桃塔罗斯单独变身的电王也可以变成巅峰模式和超巅峰模式，但是维持时间会比以良太郎为主体的时候短且有不稳定的风险，因此在OOO剧场版变成这个形态时桃塔罗斯是很不情愿的（因为没有良太郎的肉身作为载体）。《假面骑士时王》的电王篇当中桃塔罗斯之所以主动变身为这个形态是因为当时所附身的那个电王分身是由良太郎变身的缘故。 |
| Super Climax Form 超巔峰形態 | 於劇場<超．假面騎士電王&Decade>和假面騎士DECADE最終回登場。目前唯一確認的變身方式是在已經變成翼王型態（或是齊格未解除附身）的狀態下讓桃、浦、金、龍四人附身變身時需要追加裝備手機 身高：190cm 體重：125kg 拳擊力：8t 腳踢力：10t 跳躍力：一跳達50m 行動速度：100m需時3.8秒                                                                     | 與Den-O Climax Form比起，只是多了一雙翼（其實就是齊格的電假面，這是因為變身時因為齊格誤打誤撞加入的關係）                                                                                  | 集合桃、浦、金、龍太洛斯、齊格力量的形態，以桃太洛斯為主體，武器為劍，因爲齊格加入的關係，所以比起Den-O Climax Form追加了飛行能力                                                     | Super Boisterous Kick 經完全充填(Full Charge)後，先發動齊格的力量使背後展開巨大的羽翼並飛上高空，之後聚集眾人的力量及借助下墜時的加速度使出破壞力極大的飛踢。 | Super Climax Form 在日語是讀「Chou Climax Form」，於假面騎士×假面騎士 W & DECADE MOVIE大戰2010中被視為最終形態。 |
| Liner Form 列車形態          | 在第36集首次登場，追加裝備手機至電王驅動器，之後把將騎士護照刷過裝備手機後即可啟動列車型態(僅在再見，假面騎士電王 Final Countdown中使用過這變身方式)。 如果已啟動其他模式的話，需要追加裝備手機至電王驅動器，之後將騎士護照嵌入重回轉劍即可啟動列車型態 身高：195cm 體重：94kg 拳擊力：6t 腳踢力：7t 跳躍力：一跳達45m 行動速度：100m需時3.5秒 | 全身以紅，白，黃三色為主 | 以良太郎為主體，武器為重回轉劍，電王的另一個最終型態。 良太郎將騎士護照嵌入重回轉劍，並以自身意識戰鬥的型態。拉動把手轉動劍身上的轉盤可使用桃、浦、金、龍太洛斯其中一人的力量以戰鬥。 | Liner Slash（電車斬） 良太郎將騎士護照嵌入重回轉劍，並以自身意識戰鬥的型態。轉動其劍可使用桃、浦、金、龍太洛斯其中一人的力量以戰鬥。 此絕招名稱『電車斬』由良太郎親自命名，但被眾人認為是沒品味的名字。 此必殺技另一名稱為「全速粉碎（Full Throtle Break）」 在劇場版中曾經用組劍使出另一必殺技，名稱不明。另外在巫骑结局篇以及时王剧场版使用过骑士踢。 | 跟月台模式一樣，由於以不諳戰鬥的良太郎為主體，雖然理論性能出色但實際戰力欠佳 劇場版和最終話中良太郎可以在戴上腰帶後直接變身。桃塔罗斯单独变身的电王也可以变身为这个形态，因为这个形态不需要召唤其他同伴，只需要通过帝骑的K触屏或者直接将手机装备在腰带上即可变身。 |

### 零神（Zeronos）
櫻井侑斗戴上零神腰帶，將零神卡嵌入零神驅動器(Zeronos Driver)後便能變身成假面騎士零神。
零神各種變身型態
由於櫻井侑斗不是特異點，因此每次變身都得付出別人對他過去的記憶消失的代價（即使認識變身者的人逐漸遺忘變身者的存在），加上零神卡的數量有一定的限制，後期更要燃燒現在的記憶變身成Zero Form，故侑斗每次變身時都得慎重考慮。

#### 變身模式
| 型態名稱               | 簡介 | 外觀 | 能力 | 必殺技                                          | 備注 |
| Altair Form 牛郎星模式 | 第20話登場，劇中的主要形態，利用綠色的零神卡變身的形態 嵌卡後會使驅動器面板呈「／\」(圖案似A，代表Altair) 身高：192cm 體重：89kg 拳擊力：5t 踢擊力：7t 跳躍力：35m 行動速度：100m只需5秒                   | 全身以綠色和黃色為主，擁有綠色複眼 。電假面為左右各一的牛頭型，變形時兩個牛頭分別變成複眼。                                                                          | 以侑斗/櫻井為主體，實力勝於電王聖劍形態。武器分為Saber 及 Bowgun Mode（軍刀及弩弓模式）。 劇中有數度出現過此形態的櫻井，第46話中登場時其戰鬥力甚至比零模式的侑斗更強。 | *必殺技（軍刀及弩弓）：Splendid End（華麗終結） | 解除變身後會燃燒過去他人對侑斗的記憶。 櫻井先生也能變身成此形態，第46集更出現2個零神（侑斗變成零王型態）的共鬥場景。                                                                                          |
| Vega Form 織女星模式   | 第20話登場，利用黃色的零神卡變身的形態 嵌卡後會使驅動器面板呈「＼/」(圖案似V，代表Vega) 身高：199cm 體重：123kg 拳擊力：7t 踢擊力：10t 跳躍力：25m 行動速度：100m只需9.7秒                                 | 全身以綠色和黑色為主，擁有紅色複眼。雙肩上配備大砲。胸前為天津四的外貌。身後有披風。此型態的裝甲其實是天津四自己變成的。電假面為鑽頭型，變形時先迴轉再展開形成面甲。 | 以天津四為主體，擁有強大防禦力，以及更高的攻擊力，而且可作強力的遠程攻擊。武器為軍刀。                                                                                 | *必殺技（軍刀及弩弓）：Grand Strike（完美攻擊） | 天津四亦可通過直接附身在已變身成牛郎星模式的零王變成此形態。在S.I.C.英雄傳說中也曾直接變成此型態過，但方法不明。                                                                                              |
| Zero Form 零模式       | 原文： 第40話登場，劇中的最終形態，利用紅色的零神卡變身的形態 嵌卡後會使驅動器面板呈「／Z」(圖案似/VZ，代表Altair Vega Zero)身高：192cm 體重：89kg 拳擊力：7t 踢擊力：9t 跳躍力：42m 行動速度：100m只需4秒 | 外貌跟Altair Form大致一樣，只是身體的顏色綠色的部份全部變成紅銅色。                                                                                                  | 以侑斗為主體，武器是由天津四變成的Denebic Buster，有時也會使用軍刀。能力有所提升。                                                                                     | *必殺技（天津四砲）：Buster Nova（爆破新星）    | 天津四+牽牛星+織女星即是星座中的夏夜大三角，亦是愛理最喜歡的星座，間接證明侑斗對愛理的思念。 解除變身後會燃燒現在他人對侑斗的記憶，即剛剛認識侑斗的人在侑斗解除此形態的變身後會馬上忘記對侑斗的一切(見第42集) |

### 新電王（New Den-O）
於劇場<再見，假面騎士電王 Final Countdown>和<超．假面騎士電王&Decade>登場的假面騎士。由良太郎在未來的“孫子”野上幸太郎變身而成。由於外貌和變身方式跟電王相類似，因此亦被稱為“未來的電王”。
| 型態名稱             | 簡介 | 外觀                                                                             | 能力 | 必殺技 | 備注 |
| Strike Form 攻擊模式 | 戴上新電王腰帶後腰帶直接發出待機音效，再將騎士護照刷過新電王驅動器後變成的形態。 主要形態 身高：194cm 體重：92kg 拳擊力：6t 踢擊力：7t 跳躍力：38m 行動速度：100m只需4秒 | 全身以藍色和銀色為主，擁有紅色複眼，胸部跟電王巔峰模式一樣露出圓形的路軌狀組件。 | 以幸太郎為主體，這型態時附身於其上的意魔人皆會變成其武器（天津四除外）。作戰能力很強，曾於劇場版<再見，假面騎士電王 Final Countdown>在8秒內秒殺意魔人。武器是泰迪變身的大劍，除了一般斬擊外也能發射子彈。平時能掛在背後攜行。 | - 必殺技1 Strike Spurt（強力衝擊）<於再見，假面騎士電王Final Countdown中使出，為騎士踢。用於擊敗死郎。> - 必殺技2 Counter Slash（對抗斬擊） <於超·假面騎士電王&Decade 新世代 鬼岛的战舰>中使出，威力較強的斬擊，亦是新電王基本的必殺技。這招有數次是在使用倒數計時時不經完全充填就使出。 | 發動必殺技時會讓泰迪進行倒數計時，平均為10秒。不過在幸太郎意識到自己過於自信的個性缺陷後這動作較少出現。 目前已知由其他意魔人化身的武器中： 金太洛斯會變成大斧，由於重量太重導致行動不便，甚至被對手反擊。 浦太洛斯會變成像鞭子般的釣竿，但沒什麼威力且不適合在狹小處戰鬥（還曾不幸誤傷倒在旁邊的良太郎…） 桃太洛斯會變成攻擊附帶火焰的大劍，算是使用上較順手的武器 |
| Vega Form 織女星模式 | 於劇場<超．假面騎士電王&Decade>登場。 身高：199cm 體重：123kg 拳擊力：7t 踢擊力：10t 跳躍力：25m 行動速度：100m只需9.7秒                                                 | 外型跟零神的織女星模式有些相像。胸前為天津四的外貌。                             | 以天津四為主體，擁有強大防禦力。不過使用的武器為由武器組件組合的薙刀。 | - Brandish Dive（揮舞墜落）<於超．假面騎士電王&Decade>中決戰時使用，利用強力的V型斬切斷敵人。 | 只出場1次，而且是由天津四強行附身而成。 |

## 本作登場敵方騎士

### 牙王（Gaoh）
牙王 Gaoh Form『牙王模式』 199cm 97kg 100m只需3.3s 一跳即可223m 拳力20t 腿力17.9t
- 於本作劇場版及25~28話登場，頭部造型是鱷魚。
- 變身者本名就是牙王。
- 使用的武器為專用武器組件「牙王火車」變成的鋸。
- 必殺技名為Tyrant Crash（專制直撞），是由武器與本體分離的遠程橫向斬擊，其力量遠遠淩駕於電王Sword Form的必殺技Extreme Slash（極限斬擊）之上，並且一次擊倒了電王的基本四形態。

### 暗黑電王（Nega Den-O）
黑暗電王 Nega Form『黑暗模式』 187cm  90kg   100m只需2s  一跳即可202m  拳力13.9t   腿力23t
- 於劇場<假面騎士電王&Kiva Climax刑事>登場，
- 變身者為異魔神闇太洛斯（Negataros），外型酷似電王的劍王型態（只有顏色變成紫色）主要武器也與Den-O Sword Form同樣為劍（劍身上有紫色火焰紋路是特徵），同時闇太洛斯也擅用電王其它武器，擁有一架由巨大意魔人合體的列車。
- 原設定上必殺技有四種，分別是變換電王基本四形態的武器后使出。
- 劍形態，Negaxtreme Slash（暗黑極限斬擊），劍身飛出去三連斬，但劇場版中未使用。
- 杖形態，Nega Solid Attack（暗黑固形攻擊），劇場版中未使用。
- 斧形態，Nega Dynamic Chop（暗黑動力斬波），劇場版中未使用。
- 槍形態，Nega Wild Shot（暗黑猛烈射擊），此招有真正使用過的，是紅色的能量光彈。

### 幽汽（Yuuki）
Skull Form 『骷髏模式』 204cm  108kg  100m只需3.3s  一跳即可297m   拳力22t   腿力20.7t
- 於劇場<再見，假面騎士電王 Final Countdown>登場，整體原形是海賊。
- 變身者為骷髏異魔神附身的G良太郎，
- 使用的武器為幽靈異魔神本身使用的大刀。
- 特殊技能為狀似透明波動的斬擊波，在劇場版登場時有使出。
- 必殺技為把鬼火纏繞住刀，叩擊并擊碎地表的衝擊波Terminate Flash（終結閃光），在劇場版中以此招一擊讓零神以及眾異魔神負傷。

Hijack Form『劫持模式』  206cm  113kg   100m只需2s   一跳即可342m  拳力36t   腿力30t（通常时）
- 於劇場<再見，假面騎士電王 Final Countdown>登場，和骷髏型態在外型上只有頭部和左手的造型不同。
- 變身者為死郎，整體原形同樣是海賊。左手臂裝有一個爪子，功用不明。
- 使用的武器為鞭子以及專用的武器組件（不同於電王，他的武器組件是使用了兩組）變成的大劍
- 常用技能為發射具爆炸性的小型陀螺，曾單單只靠這招就打贏新電王以及電王[頂級模式]（一次還是沒變身的時候）。這些陀螺也可以大量召喚意魔人的亡靈。
- 本身實力很強，在<再見，假面騎士電王 Final Countdown>的決戰中一度壓制兩個電王[電車模式跟聖劍模式]。
- 必殺技是和骷髏形態時同樣的Terminate Flash（終結閃光），但是劇場版中並沒有使出。

### 時間警察（GOVERNMENT）
G電王    208cm   93kg  100m只需2s   一跳即可1000m   拳力39t   腿力11t（通常时）
- 於劇場< 假面騎士X假面騎士x假面騎士 THE MOVIE 超•電王 三部曲（Episode Yellow- 寶物DIEND 的盜竊）>登場，變身者為黑崎淩志，G是GOVERNMENT的縮寫。
- 與以往電王的假面騎士不同的是，他的PASS除了變身可以做到：顯示時間警察的證明，浮現出人工異魔神的面貌對犯人進行警告，傳送物質，將人銬上特殊的手銬並且傳送至監獄，警察證的基本功能。
- 變身後，胸口會有人工異魔神伊布無死角的提醒，所以可以知道對手從哪個方位攻過來並作出相應行動。連續攻擊較弱。就算不用必殺，也可使出障礙阻擋敵人的攻擊。
- 另外，G電王沒有XX Form的音效，也沒有Full Charge這些的音效，必殺技的音效是人工異魔神伊布喊出的Perfect Weapon（完美武器）。
- G電王使用的武器有電王基本的武器槍形態和十手形態。
- 槍形態的武器的必殺技為 World Punish（世界懲罰），為全身包圍著可防又可攻的障礙后，用槍發射的紅色與藍色不規則子彈。
- 十手形態的武器必殺技為 World End（世界終末） ，但沒使出來。
- EPISODE YELLOW最後，由於伊布偏執與正義感而暴走，自己和黑崎分開，并奪取G電王的變身系統，實體化變身為G電王，誓言世界將由人工異魔神管制，排除所有人類。被假面騎士Diend Complete Form使用Attack Ride Gejijouban，召喚出以往平成假面騎士劇場版中登場的8位劇場版假面騎士（不知道是不是因為有在劇場版中登場,而且還和W戰鬥過的關係,所以正派的假面騎士Skull會被列入其中），和自己使用各自的必殺技打敗。

## 時空列車

### 電王（Den-O）

#### 電列車（Den-Liner）
業火(ゴウカ)
電王的第一架電車，有四段車廂。
第一節指揮室 除了進行列車與意魔人作戰之外，車頭配有4挺雷射砲
第二節是犬火箭發射器 除了攔截敵人的「狗吠」音波裝置，與嚇阻用的飛彈
第三節是猿形彈射器 發射著吉備糰子形狀的近距離作戰用小型重力崩壞爆彈
第四節是雉雞飛鏢 除了有高速運動性來追擊敵人之外，還可以利用鋒利的翅膀切裂敵人
皆是以桃太郎相關的東西作為武器，配有物質生成照射裝置及集電裝置。
於《劇場版 假面騎士電王 老子我，誕生！》該烈車一度被“牙王”劫持，在“牙王”於江戶時代獲得“牙王列車”後由桃太洛斯等人奪回。
於《假面騎士ZI-O》EP39由於該列車發生故障而停靠在2019年，由桃太洛斯等人前往九時五時屋請求常磐順一郎修理該列車，而後將該列車修復完成，但一度遭到了另類電王奪取。
石動(イスルギ)
電王的第二架電車，裝有天线罩。
第二形組裝車頭則是以烏龜作為造型，除了有極優的防禦能力之外，配有砲擊武器
烏龜形飛行器則可以讓電王搭乘進行探視巡邏的任務，作戰狀態下，本車頭也可以與桃太郎型態車頭連接
天线罩(レドーム)
石動上的飛翔板，可跟石動分離。
時速700km
烈光(レッコウ)
電王第三架電車。
第三型態車頭則是一個「金」字的形狀，當道路前方有障礙物時伸出刀刃，將阻擋之物給輕易的切裂，車廂後方的足形裝置，用來粉碎與抓住敵人，如浦島太郎的一樣，戰鬥時候可以與桃太郎的電車連結在一起
雷電(イ力ズチ)
電王的第四架電車，有兩段車卡。
第四型態的車頭是一個龍頭，一般是兩節車廂，一旦遭遇巨大敵人戰鬥時便會將其太郎的車廂相連結起來，真正的變成一條龍形列車，除了車廂全彈發射之外，龍嘴部可發射強力光束砲
四架列車合體之後 【雷電】+【烈光】+【石動】+【業火】＝【電光石火】

### 零神（Zeronos）

#### 零列車（Zero-Liner）
零神的電車。
由兩部分組成，一部分為牛頭，代表牛郎星型態，可變成鑽頭，一部份為鷹頭，可變直昇機，代表織女星型態。
可以和電列車聯結

### 新電王（New Den-O）

#### 新電列車（New Den-Liner）
其實就是電列車，只不過是把白色的部份改漆成新電王的代表色-藍色而已。

### 月台

#### 王列車（King-Liner）
王列車，未來分歧點管理監視的巨大新幹線型時間列車。
平時為展開變成停靠站（月台），擁有一般車站功能的商店跟休息場所（可變換風景），以及候診室跟電梯，在有需要時將變成列車出動，具有超越劇中其他列車的高速移動能力。

### 敵方列車

#### 負電列車（Nega Den-Liner）
和電列車相同，但武器則是暴走後的意魔人。

#### 幽汽列車（YuKi-Liner）
骷髏頭型蒸汽列車。行駛於亡靈的世界。

#### 牙王列車(Gaoh-Liner)
原文：ガオウライナー
又名「神之列車」第一節車頭是暴龍頭造形，由古代王者所創造出，但因驚人的力量而從古至今都未奔馳過的列車，能奔馳於「神之路線」上並且能統治一切的「神之列車」，具有刪除時間的能力。

## 音樂
「Climax Jump」（1 - 39, 46話）
- 作詞：藤林聖子 / 作曲・編曲：鳴瀬シュウヘイ / 歌：AAA DEN-O form

 (香港版)
- 作詞：? / 作曲：鳴瀬シュウヘイ / 編曲：葉肇中 / 歌：6號＠RubberBand

「Climax Jump DEN-LINER form」（40 - 45, 47, 48話）
- 作詞：藤林聖子 / 作曲・編曲：鳴瀬シュウヘイ / 歌：モモタロス(関俊彥)、ウラタロス(遊佐浩二)、キンタロス(寺杣昌紀)、リュウタロス(鈴村健一)
- Climax Jump DEN-LINER form單曲專輯在銷售的首星期即售出66,000張，在日本Oricon細碟榜最高位置位列第二，比其前的任何一首《電王》單曲位置都要高。

### 插入歌
依照本作各種模式的騎士戰鬥時播出。「Action-ZERO」及「Real-Action」以外的詳情請參照「Double-Action」。
「Double-Action Sword form」（第3話-）
- 作詞：藤林聖子 / 作曲・編曲：LOVE+HATE / 歌：野上良太郎&モモタロス（佐藤健&関俊彥）

「Double-Action Rod form」（第8話-）
- 作詞：藤林聖子 / 作曲：LOVE+HATE / 編曲：酒井陽一 / 歌：野上良太郎&ウラタロス（佐藤健&遊佐浩二）

「Double-Action Ax form」（第15話-）
- 作詞：藤林聖子 / 作曲：LOVE+HATE、鳴瀬シュウヘイ / 編曲：鳴瀬シュウヘイ / 歌：野上良太郎&キンタロス（佐藤健&寺杣昌紀）

「Double-Action Gun form」（第17話-）
- 作詞：藤林聖子 / 作曲：LOVE+HATE、鳴瀬シュウヘイ / 編曲：鳴瀬シュウヘイ / 歌：野上良太郎&リュウタロス（佐藤健&鈴村健一）

「Action-ZERO」（第25話-）
- 作詞：藤林聖子 / 作曲・編曲：LOVE+HATE / 歌：桜井侑斗&デネブ（中村優一&大塚芳忠）

「Real-Action」（第36話-）
- 作詞：藤林聖子 / 作曲：Ryo / 歌：野上良太郎（佐藤健）

「Double-Action coffee form」（第37話-）
- 作詞：藤林聖子 / 歌：奈緒美(秋山莉奈)&野上愛理(松本若菜)

「Double-Action Wing form」（最終回）
- 作詞：藤林聖子 / 作曲：LOVE+HATE、鳴瀬シュウヘイ / 編曲：鳴瀬シュウヘイ / 歌：野上良太郎&ジーク（佐藤健&三木真一郎）

### 劇場版
「夢で逢えたなら」
- 劇場<假面騎士電王 老子我，誕生！>主題曲
- 歌：175R

「double-action gaoh form」
- 歌:牙王（渡辺裕之）

「Double-Action Climax form」
- 劇場<假面騎士電王&Kiva Climax刑事>主題曲
- 作詞：藤林聖子 / 作曲：LOVE+HATE、鳴瀬シュウヘイ / 編曲：鳴瀬シュウヘイ / 歌：モモタロス（関俊彥）、ウラタロス（遊佐浩二）、キンタロス（寺杣昌紀）、リュウタロス（鈴村健一）、デネブ（大塚芳忠）

「Climax jump the final」
- 作詞：藤林聖子 / 作曲・編曲：鳴瀬シュウヘイ / 歌：AAA (團體)

「Climax jump sword form」
- 歌:桃塔羅斯 (關俊彥)

「Climax jump rod form」
- 歌:浦塔羅斯 (遊佐浩二)

「Climax jump ax form」
- 歌:金塔羅斯 (寺杣昌紀)

「Climax jump gun form」
- 歌:龍塔羅斯 (鈴村健一)

「超Climax jump」
- 歌:[野上幸太郎（桜田通）,コハナ（松元環季）,ナオミ（秋山莉奈）,オーナー（石丸謙二郎）,モモタロス（関俊彦）,ウラタロス（遊佐浩二）,キンタロス（てらそままさき）,リュウタロス（鈴村健一）,テディ（小野大輔）

## 播放列表
以下時間以當地時間（日本時間）為準
| 日本播放       | 台灣播放      | 香港播放       | 話數    | 日文標題                         | 中文翻譯                   | 登場敵方異魔神 | 脚本     | 監督       |
| -------------- | ------------- | -------------- | ------- | -------------------------------- | -------------------------- | --- | -------- | ---------- |
| 2007年1月28日  | 2009年10月9日 | 2009年11月14日 | 01      | 俺、参上!                        | 老子我！登場！！           | - バットイマジン （声 - 梁田清之） - - ギガンデスヘブン（2話） | 小林靖子 | 田﨑竜太   |
| 2007年2月4日   | ？            | ？             | 02      | ライド・オン・タイム             | Ride On Time               | - バットイマジン （声 - 梁田清之） - - ギガンデスヘブン（2話） | 小林靖子 | 田﨑竜太   |
| 2007年2月11日  | ？            | ？             | 03      | アウトロー・モモタロー           | 無法無天的桃太郎           | - カメレオンイマジン （声 - 金丸淳一） | 小林靖子 | 長石多可男 |
| 2007年2月18日  | ？            | ？             | 04      | 鬼は外! 僕はマジ                 | 惡鬼遠離！我是認真的       | - カメレオンイマジン （声 - 金丸淳一） | 小林靖子 | 長石多可男 |
| 2007年2月25日  | ？            | ？             | 05      | 僕に釣られてみる?                | 想被我釣釣看嗎？           | - クラストイマジン （声 - 津久井教生） - - ギガンデスハデス（6話）                                                                                                 | 小林靖子 | 坂本太郎   |
| 2007年3月4日   | ？            | ？             | 06      | サギ師の品格                     | 詐欺師的品格               | - クラストイマジン （声 - 津久井教生） - - ギガンデスハデス（6話）                                                                                                 | 小林靖子 | 坂本太郎   |
| 2007年3月11日  | ？            | ？             | 07      | ジェラシー・ボンバー             | JEALOUSY BOMBER            | - クロウイマジン （声 - 西凛太朗） | 小林靖子 | 石田秀範   |
| 2007年3月18日  | ？            | ？             | 08      | 哀メロディ・愛メモリー           | 哀之旋律愛之回憶           | - クロウイマジン （声 - 西凛太朗） | 小林靖子 | 石田秀範   |
| 2007年3月25日  | ？            | ？             | 09      | 俺の強さにお前が泣いた           | 為在下的強大而哭泣吧       | - ライノイマジン （声 - 小山剛志） - - ギガンデスヘル（10話） | 小林靖子 | 長石多可男 |
| 2007年4月1日   | ？            | ？             | 10      | ハナに嵐の特異点                 | 羽奈和暴風雨的特異點       | - ライノイマジン （声 - 小山剛志） - - ギガンデスヘル（10話） | 小林靖子 | 長石多可男 |
| 2007年4月8日   | ？            | ？             | 11      | 暴走・妄想・カスミ草             | 瘋狂•妄想•霞草             | - アイビーイマジン （声 - 園部啟一） | 米村正二 | 坂本太郎   |
| 2007年4月15日  | ？            | ？             | 12      | 走れタロス!                      | 衝吧！金太洛斯！           | - アイビーイマジン （声 - 園部啟一） | 米村正二 | 坂本太郎   |
| 2007年4月22日  | ？            | ？             | 13      | いい? 答えは聞いてない           | 可以嗎？你的回答我不想聽   | - オウルイマジン （声 - 黒田崇矢） - - ギガンデスヘブン（14話） - ギガンデスハデス（14話）                                                                         | 小林靖子 | 金田治     |
| 2007年4月29日  | ？            | ？             | 14      | ダンス・ウィズ・ドラゴン         | Dance with Dragon          | - オウルイマジン （声 - 黒田崇矢） - - ギガンデスヘブン（14話） - ギガンデスハデス（14話）                                                                         | 小林靖子 | 金田治     |
| 2007年5月6日   | ？            | ？             | 15      | 銭湯（バス）ジャック・パニック   | 澡堂挾持人質事件           | - ホエールイマジン （声 - 多田野曜平） | 米村正二 | 石田秀範   |
| 2007年5月13日  | ？            | ？             | 16      | 幸福の星、降伏の犯人（ホシ）     | 幸福之星•投降的犯人        | - ホエールイマジン （声 - 多田野曜平） | 米村正二 | 石田秀範   |
| 2007年5月20日  | ？            | ？             | 17      | あの人は今! も過去?              | 那個人的現在和過去         | - ウルフイマジン （声 - 檜山修之） | 小林靖子 | 坂本太郎   |
| 2007年5月27日  | ？            | ？             | 18      | 時計じかけの婚約者（フィアンセ） | 懷錶裝置未婚夫             | - ウルフイマジン （声 - 檜山修之） | 小林靖子 | 坂本太郎   |
| 2007年6月3日   | ？            | ？             | 19      | その男、ゼロのスタート           | 從零開始的男子             | - ジェリーイマジン （声 - 中尾隆聖） | 小林靖子 | 舞原賢三   |
| 2007年6月10日  | ？            | ？             | 20      | 最初に言っておく                 | 把話說在前面               | - ジェリーイマジン （声 - 中尾隆聖） | 小林靖子 | 舞原賢三   |
| 2007年6月24日  | ？            | ？             | 21      | ケンカのリュウ儀                 | 打架的風格                 | - トータスイマジン（本体、分離体） （声 - 落合弘治） - - ギガンデスヘブン（22話） - ギガンデスヘル（22話）                                                         | 小林靖子 | 石田秀範   |
| 2007年7月1日   | ？            | ？             | 22      | ハナせない未来                   | 無法訴說的未來             | - トータスイマジン（本体、分離体） （声 - 落合弘治） - - ギガンデスヘブン（22話） - ギガンデスヘル（22話）                                                         | 小林靖子 | 石田秀範   |
| 2007年7月8日   | ？            | ？             | 23      | 王子降臨、頭が高い!              | 王子降臨 頭抬太高了        | - スコーピオンイマジン （声 - 神奈延年） | 小林靖子 | 田﨑竜太   |
| 2007年7月15日  | ？            | ？             | 24      | グッバイ王子のララバイ           | GoodBye 王子的搖籃曲       | - スコーピオンイマジン （声 - 神奈延年） | 小林靖子 | 田﨑竜太   |
| 2007年7月22日  | ？            | ？             | 25      | クライマックスWジャンプ          | Climax W Jump              | - スパイダーイマジン（本体、分離体） （声 - 鈴木千尋） | 小林靖子 | 舞原賢三   |
| 2007年7月29日  | ？            | ？             | 26      | 神の路線へのチケット             | 搭上神之路線的車票         | - スパイダーイマジン（本体、分離体） （声 - 鈴木千尋） | 小林靖子 | 舞原賢三   |
| 2007年8月5日   | ？            | ？             | 27      | ダイヤを乱す牙                   | 混亂時間的牙               | - モレクイマジン （声 - 德山秀典）（友情出演）（27話） - ブラッドサッカーイマジン （声 - 飛田展男）                                                                | 小林靖子 | 石田秀範   |
| 2007年8月12日  | ？            | ？             | 28      | ツキすぎ、ノリすぎ、変わりすぎ   | 附身過多 瘋狂過度 變化過大 | - モレクイマジン （声 - 德山秀典）（友情出演）（27話） - ブラッドサッカーイマジン （声 - 飛田展男）                                                                | 小林靖子 | 石田秀範   |
| 2007年8月19日  | ？            | ？             | 29      | ラッキー・ホラー・ショー         | 幸運的恐怖秀               | - ワスプイマジン （声 - 樫井笙人） | 小林靖子 | 田村直己   |
| 2007年8月26日  | ？            | ？             | 30      | 奥さん花火どう?                  | 太太 煙火美麗嗎?           | - ブルーバードイマジン （声 - 星野充昭） | 小林靖子 | 田村直己   |
| 2007年9月2日   | ？            | ？             | 31      | 愛（アイ）・ニード・侑（ユウ）   | 愛(I) need 侑(you)         | - ラビットイマジン （声 - 高階俊嗣）（31話） - アントホッパーイマジン（アリ） （声 - 鳥海浩輔） - アントホッパーイマジン（キリギリス） （声 - 關智一）             | 小林靖子 | 金田治     |
| 2007年9月9日   | ？            | ？             | 32      | 終電カード・ゼロ!                | 末班卡•零！                | - ラビットイマジン （声 - 高階俊嗣）（31話） - アントホッパーイマジン（アリ） （声 - 鳥海浩輔） - アントホッパーイマジン（キリギリス） （声 - 關智一）             | 小林靖子 | 金田治     |
| 2007年9月16日  | ？            | ？             | 33      | タイムトラブラー・コハナ         | 時空旅行者•小羽奈          | - クラーケンイマジン （声 - 稻田徹） - - ギガンデスヘブン（34話） - ギガンデスヘル（34話）                                                                         | 小林靖子 | 長石多可男 |
| 2007年9月23日  | ？            | ？             | 34      | 時の間（はざま）のピアニスト     | 時間夾縫中的鋼琴家         | - クラーケンイマジン （声 - 稻田徹） - - ギガンデスヘブン（34話） - ギガンデスヘル（34話）                                                                         | 小林靖子 | 長石多可男 |
| 2007年9月30日  | ？            | ？             | 35      | 悲劇の復活カード・ゼロ           | 悲劇的復活卡•零            | - モールイマジン（アックスハンド） （声 - 桐井大介）（35話） - モールイマジン（クローハンド） （声 - 坂口候一） - モールイマジン（ドリルハンド） （声 - 笹沼堯羅） | 小林靖子 | 舞原賢三   |
| 2007年10月7日  | ？            | ？             | 36      | 憑かず、離れず、電車斬り!        | 無法附身•不想離開•電車斬！ | - モールイマジン（アックスハンド） （声 - 桐井大介）（35話） - モールイマジン（クローハンド） （声 - 坂口候一） - モールイマジン（ドリルハンド） （声 - 笹沼堯羅） | 小林靖子 | 舞原賢三   |
| 2007年10月14日 | ？            | ？             | 37      | 俺、そういう顔してるだろ?        | 我的表情看起來像是那樣嗎？ | - レオイマジン （声 - 山路和弘） - レオソルジャー（声 - 塩野勝美）                                                                                                 | 小林靖子 | 田﨑竜太   |
| 2007年10月21日 | ？            | ？             | 38      | 電車の中の電車王                 | 電車中的電車王             | - レオイマジン （声 - 山路和弘） - レオソルジャー（声 - 塩野勝美）                                                                                                 | 小林靖子 | 田﨑竜太   |
| 2007年10月28日 | ？            | ？             | 39      | そしてライダーもいなくなる       | 後來連騎士也消失了         | - パンダラビットイマジン （声 - 落合弘治） - スネールイマジン（女） （声 - 葛城七穂） - スネールイマジン（男） （声 - 入江崇史）                                   | 小林靖子 | 田村直己   |
| 2007年11月11日 | ？            | ？             | 40      | チェンジ・イマジン・ワールド     | Change•意魔人•World        | - スネールイマジン（男） （声 - 入江崇史） - ゲッコーイマジン （声 - 鈴村健一） - ニュートイマジン （声 - 遊佐浩二）                                               | 小林靖子 | 田村直己   |
| 2007年11月18日 | ？            | ？             | 41      | キャンディ・スキャンダル         | 糖果緋聞事件               | - オクトイマジン （声 - 津田健次郎） - - 黒い竜の形をした怪物（42話）                                                                                              | 小林靖子 | 石田秀範   |
| 2007年11月25日 | ？            | ？             | 42      | 想い出アップデート               | 成為回憶的約定             | - オクトイマジン （声 - 津田健次郎） - - 黒い竜の形をした怪物（42話）                                                                                              | 小林靖子 | 石田秀範   |
| 2007年12月2日  | ？            | ？             | 43      | サムシング・ミッシング           | Something•Missing          | - アルマジロイマジン （声 - 高木涉） - アルビノレオイマジン （声 - 黒田崇矢）                                                                                      | 小林靖子 | 柴崎貴行   |
| 2007年12月9日  | ？            | ？             | 44      | 決意のシングルアクション         | 下定決心的單人戰鬥         | - アルマジロイマジン （声 - 高木涉） - アルビノレオイマジン （声 - 黒田崇矢）                                                                                      | 小林靖子 | 柴崎貴行   |
| 2007年12月16日 | ？            | ？             | 45      | 甦る空白の一日                   | 被喚醒的空白之日           | - スノーマンイマジン （声 - 大川透）（45話） - アルビノレオイマジン - レオソルジャー                                                                               | 小林靖子 | 舞原賢三   |
| 2007年12月23日 | ？            | ？             | 46      | 今明かす愛と理（ことわり）       | 即將揭曉的愛與理（理由）   | - スノーマンイマジン （声 - 大川透）（45話） - アルビノレオイマジン - レオソルジャー                                                                               | 小林靖子 | 舞原賢三   |
| 2008年1月6日   | ？            | ？             | 47      | 俺の最期にお前が泣いた           | 為了我的末日哭泣           | - モールイマジン（黒） （声 - 笹沼堯羅、坂口候一、桐井大介） - 大量のイマジン軍団 （声 - 塩野勝美） - デスイマジン （声 - 家中宏）（48‐49話）                      | 小林靖子 | 長石多可男 |
| 2008年1月13日  | ？            | ？             | 48      | ウラ腹な別れ…                    | 狡詐的別離…                | - モールイマジン（黒） （声 - 笹沼堯羅、坂口候一、桐井大介） - 大量のイマジン軍団 （声 - 塩野勝美） - デスイマジン （声 - 家中宏）（48‐49話）                      | 小林靖子 | 長石多可男 |
| 2008年1月20日  | 2010年9月10日 | 2010年11月6日  | 49      | クライマックスは続くよどこまでも | Climax 直到永遠            | - モールイマジン（黒） （声 - 笹沼堯羅、坂口候一、桐井大介） - 大量のイマジン軍団 （声 - 塩野勝美） - デスイマジン （声 - 家中宏）（48‐49話）                      | 小林靖子 | 長石多可男 |
| 2007年8月4日   | -             | -              | 劇場版1 | 俺、誕生!                        | 老子我，誕生               | - モレクイマジン (声:德山秀典) - コブライマジン (声:萩野崇) - ニュートイマジン(声:齋藤ヤスカ) - サラマンダーイマジン (声:内山真人)                                 | 小林靖子 | 長石多可男 |
| 2008年4月12日  | -             | -              | 劇場版2 | 電王＆キバ クライマックス刑事    | 電王&Kiva Climax刑事       | - ネガタロス (声:緑川光) - クラウンイマジン(声:鈴木千尋) - ホースファンガイア(声:塩野勝美)                                                                         | 小林靖子 | 金田治     |
| 2008年10月4日  | -             | -              | 劇場版3 | ファイナル・カウントダウン       | Final Countdown            | - ゴーストイマジン(声:神谷浩史) - ファントムイマジン(声:竹若拓磨) - シャドウイマジン(声:杉田智和)                                                                  | 小林靖子 | 金田治     |

## 其他相關媒體

### 劇場版
- 《劇場版 假面騎士電王 老子我，誕生！》（2007年8月4日上映）
- 《劇場版 假面騎士電王&KIVA Climax刑事》（2008年4月12日上映）
- 《劇場版 再見，假面騎士電王 Final Countdown》（2008年10月4日上映）
- 《劇場版 超·假面騎士電王&DECADE 新世代 鬼岛的战舰》（2009年5月1日上映）
- 《劇場版 假面騎士Decade 全騎士 VS 大修卡》（2009年8月8日上映）
- 《假面騎士x假面騎士x假面騎士 THE MOVIE 超·電王三部曲》

《Episode Red - Zeronos》（2010年5月22日上映）
《Episode Blue - New Den-O》（2010年6月5日上映）
《Episode Yellow - Diend》（2010年6月19日上映）
- 《OOO·电王·All Riders Let's Go Kamen Riders》（2011年4月1日上映）
- 《假面騎士x超級戰隊 超級英雄大戰》（2012年4月21日上映）
- 《超級英雄大戰GP 假面騎士3號》（2015年3月21日上映）
- 《假面騎士×超級戰隊 超 超級英雄大戰》（2017年3月25日上映）
- 《假面騎士平成Generations Forever》（2018年12月22日上映）
- 《假面騎士電王 Pretty電王登場！》（2020年8月14日上映）
- 《假面騎士聖刃 + 機界戰隊全開者 超級英雄戰記》（2021年7月22日上映）

### 外傳
- 《d Video特別篇 假面騎士4號》

櫻井侑斗/假面騎士Zeronos，天津四登場。

### 電視影集
- 《假面騎士Decade》第14-15話桃太洛斯/假面騎士電王 Sword Form、浦太洛斯/假面騎士電王 Rod Form、金太洛斯/假面騎士電王 Ax Form、龍太洛斯/假面騎士電王 Gun Form、羽奈、車長、奈緒美登場。

第15話 齊格、野上良太郎、野上幸太郎登場。
第18話 桃太洛斯登場。
- 《假面騎士ZI-O》

第39-40話 桃太洛斯/假面騎士電王 Sword Form&Climax Form、浦太洛斯、金太洛斯、龍太洛斯、櫻井侑斗/假面騎士Zeronos，天津四/假面騎士Zeronos Vega Form登場。

## 超級英雄時間關連項目
- 《獸拳戰隊激氣連者》

## 海外播映
| 卡通頻道 星期五21:30-22:00節目 （2010年7月2日起改為13:30-14:00播出；8月7日起改為星期六08:30-09:00播出） | 卡通頻道 星期五21:30-22:00節目 （2010年7月2日起改為13:30-14:00播出；8月7日起改為星期六08:30-09:00播出） | 卡通頻道 星期五21:30-22:00節目 （2010年7月2日起改為13:30-14:00播出；8月7日起改為星期六08:30-09:00播出） |
| --- | --- | --- |
| | 假面騎士電王 （2009年10月9日﹣2010年9月11日）                                                           | |
| Ben 10                                                                                                  | 魔法咪路咪路 重播                                                                                       | |
| 星期二至五18:30-19:00節目                                                                               | | |
| Q版大英雄                                                                                               | 假面騎士電王 （2010年4月13日﹣2010年6月2日）                                                            | 爆丸2大爆破                                                                                             |

| 香港 無綫電視翡翠台 星期六11:30-11:55 | 香港 無綫電視翡翠台 星期六11:30-11:55 | 香港 無綫電視翡翠台 星期六11:30-11:55 |
| ------------------------------------- | ------------------------------------- | ------------------------------------- |
|                                       | （2009年11月14日﹣2010年11月6日）     |                                       |
| （2009年5月9日﹣2009年11月7日）       | （2010年11月13日﹣2011年11月19日）    |                                       |

## 外部連結
- 假面騎士電王 日本官方網站 （页面存档备份，存于）
- 幪面超人x幪面超人x幪面超人超．電王3MOVIE - 日本官方電影網站  （页面存档备份，存于）
- 電王Flash遊戲企劃 - Den-O Flash Game